# Cissampelopsis corymbosa
Cissampelopsis corymbosa là một loài thực vật có hoa trong họ Cúc. Loài này được (Wall. ex DC.) C.Jeffrey & Y.L.Chen mô tả khoa học đầu tiên năm 1984.